# Cryptomys hottentotus
Cryptomys hottentotus је врста глодара из породице пешчарских слепих кучића (Bathyergidae).

## Распрострањење
Ареал врсте покрива средњи број држава. 
Врста има станиште у Замбији, Јужноафричкој Републици, Танзанији, Мозамбику, Лесоту, Малавију, Свазиленду и Зимбабвеу.

## Станиште
Станишта врсте су шуме, травна вегетација и брдовити предели.

## Угроженост
Ова врста је наведена као последња брига, јер има широко распрострањење и честа је врста.